# Estanquillos
Estanquillos es un poblado rural ubicado en el distrito Jesús del cantón de Atenas de la provincia de Alajuela en Costa Rica. Se localiza en la serranía de los Montes del Aguacate al oeste de la capital San José a 55 km. 

## Toponimia
El nombre de Estanquillos hace referencia a un establecimiento creado por el gobierno de Costa Rica en el siglo XVIII denominado estanco. Los estancos eran tiendas de ventas de abarrotes, tabaco y aguardiente, que eran controlados por el estado. En los estancos se lleva un control estricto de las existencias de los productos, en especial del licor. Debido a que el estanco que se ubicaba en el actual Estanquillos era de tamaño reducido se fue nombrando por los habitantes como el estanquillo. En otros países también existen los estancos, que tienen características similares al ya inexistente establecimiento.

## Geografía
La ubicación de Estanquillos en los Montes del Aguacate da a la localidad una topografía irregular. La altura máxima, el cerro Raicero (1300 m s. n. m.), corresponde además a la segunda altitud del cantón de Atenas. Los Montes del Aguacate por su lado forman parte de la cordillera de Tilarán, que también es conocida como sierra minera, pues en esta encuentran yacimientos de minerales. El Monte del Aguacate, formó parte del distrito minero que fue cuna de la extracción aurífera en el siglo XVII y XVIII en Costa Rica. 
Si bien la mayor parte de la explotación mineral se llevó a cabo en el distrito de Desmonte de San Mateo, la porción más oeste de Estanquillos estuvo muy influenciada por esta actividad, en especial en el sector de Quebrada Honda.
La posición geográfica privilegia a la zona con vistas de la región pacífico central, que incluye la visualización de los cantones de San Mateo, Orotina, Puntarenas, Garabito y Esparza por la parte oeste y por el este la región central, ambas regiones conectadas por la ruta nacional 3 (Atenas - Orotina) y la ruta nacional 713 (Atenas - San Ramón).  
La localidad se subdivide en 4 sectores:  
- Pato de Agua.
- Estanquillos (Parte central).
- Quebrada Honda.
- Zapote.

### Hidrografía
La característica climática y la posición geográfica de la comunidad da gran riqueza hidrográfica en quebradas y nacientes. Las quebradas de mayor importancia son: 
- Quebrada Pato de Agua
- Quebrada Zapote
- Rio Robles
- Rio Quebrada Honda
- Quebrada Concepción
- Quebrada Naranjo

La Quebrada Pato de Agua drena en el Rio Cacao y este a su vez en el Rio Grande. Quebrada Concepción, límite natura entre los cantones de Atenas y San Mateo, drena en el Rio Grande siguiendo otra trayectoria. Ambas quebradas unificadas drenan en el Rio Grande Tárcoles que desagua en la vertiente del pacífico. 
Quebrada Zapote se une con el Rio Robles, proveniente de la parte occidental de San Ramón, para formar el Rio Quebrada Honda que drena en el Rio Machuca, y este a su vez en el Rio Jesús Maria que desemboca en la enseñada de Tivives, en el distrito de Caldera, cantón de Esparza.

### Clima
Estanquillos cuenta con un clima característico del bosque húmedo subtropical donde la temperatura oscila entre 17 °C y 24 °C, similar a la parte montañosa alta del valle central. El sector de Estanquillos junto con Alto del Monte es reconocido por las personas con un lugar de niebla y fuertes precipitaciones.
| Lugar        | Subregión climatológica | Lluvia media anual (mm) | T máxima media anual (°C) | T media anual (°C) | T mínima media anual (°C) | Periodo lluvias (días) | Periodo seco (meses) |
| ------------ | ----------------------- | ----------------------- | ------------------------- | ------------------ | ------------------------- | ---------------------- | -------------------- |
| Estanquillos | VC1                     | 1950                    | 27                        | 22                 | 18                        | 129                    | 5                    |

## Ubicación
Estanquillos se ubica en el cantón de Atenas de la provincia de Alajuela, a 9° 59' 08'' latitud norte y 84° 27' 19'' longitud oeste, en la parte más alta del Monte del Aguacate, en la división de las regiones central y pacífico central. 
La ciudad descansa a una distancia de cerca de 30 km del Océano Pacífico (distancia en línea recta) y 120 km del Mar Caribe (distancia en línea recta), mientras que  San José la capital de Costa Rica se encuentra a 40 km (distancia en línea recta).
Limita con el distrito de San Isidro, el distrito de Desmonte del cantón de San Mateo, el poblado de Llano Brenes del cantón de San Ramón y el distrito de Santiago del cantón de Palmares.

## Demografía
Estanquillos posee una población complemente rural, con un número aproximado de 980 personas (a nivel cantonal representan el 3.41% según proyecciones del Instituto Nacional de Estadísticas y Censos de Costa Rica para el 2018). Ahora bien, según registros históricos de 1836, la zona de Estanquillos, que formaba parte del distrito minero del Monte del Aguacate llegó a tener el 8.6% de la población nacional.

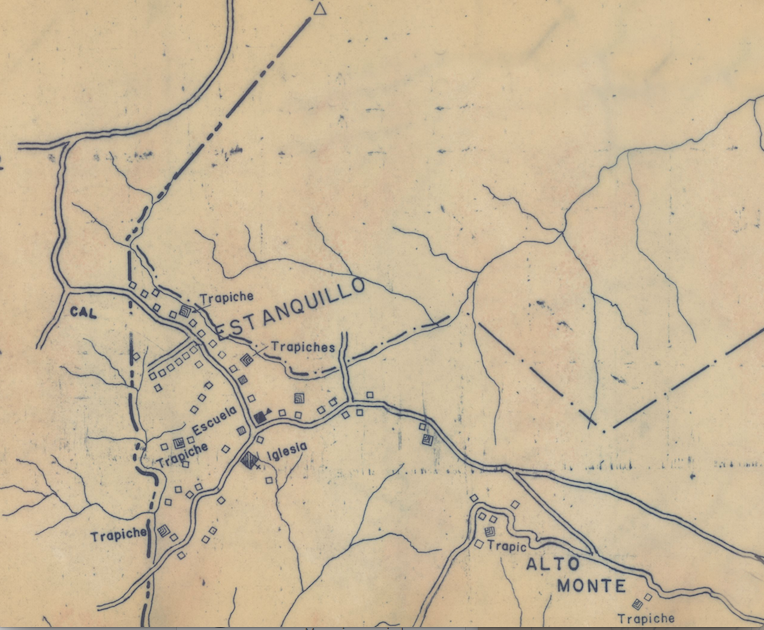
Mapa Estanquillos de Atenas. 1959.

De esta manera se puede apreciar la distribución de la comunidad el año de 1959 de acuerdo al mapa de la Dirección General de Estadísticas y Censos de Costa Rica, la sección de Cartografía.

## Cultura

### Educación
- Escuela Estanquillos: La Escuela Estanquillos fundada en el año 1920 en un local ya demolido. El actual edificio construido durante la administración del presidente Oscar Arias Sánchez. Pertenece al circuito escolar 08 (Atenas) del Ministerio de Educación Pública de Costa Rica. La escuela trabaja bajo modalidad diurna e imparte preescolar y primaria.

### Religión
En la comunidad está declarada la libertad de culto, como en el resto de la nación. De este modo, Estanquillos no escapa de las tendencias del resto del país en el ámbito confesional, debido a que la mayoría de la población es cristiana, especialmente católica. Esta agrupación forma parte de la vicaría Bolaños en Parroquia San Rafael Arcángel, de Atenas y a su vez de la Diócesis de Alajuela. 

#### Templo Católico
Localizado en la parte central de la comunidad. Construido en honor al santo San Antonio de Padua. 

## Economía

### Turismo
Actualmente (2018) la comunidad no cuenta con modelos de negocios basados en turismo. Sin embargo, debido a las riquezas naturales y escénicas la localidad ha sido considerada por la Municipalidad de Atenas, como un sitio de atractivo para el desarrollo de negocios ecoturísticos. De acuerdo al plan de Desarrollo Humano Local de Atenas, la comunidad es apta para desarrollar turismo rural sostenible combinado con investigación científica alrededor de la Reserva del Municipio, donde se incluya las vistas panorámicas de Barrio Jesús, Alto del Monte, Barroeta y Estanquillos.

## Gobierno local
El poblado cuenta con la participación de un síndico con representación a nivel del distrito de Jesús en la Municipalidad de Atenas, y localmente entre las agrupaciones comunales vigentes de Estanquillos se encuentran: 
- Asociación de Desarrollo Integral de Estanquillos.
- Comité de Gestión de Riesgo de Estanquillos.
- Asociación administradora del Sistema de Acueducto y Alcantarillado comunal de Estanquillos (ASADA).
- Comité de Seguridad Comunitaria de Estanquillos.

### Salón Multiuso Estanquillos
Construido en 2005, en la antigua propiedad de la Escuela Estanquillos. El inmueble se usa como lugar para desarrollo de eventos deportivos y sociales.

## Galería

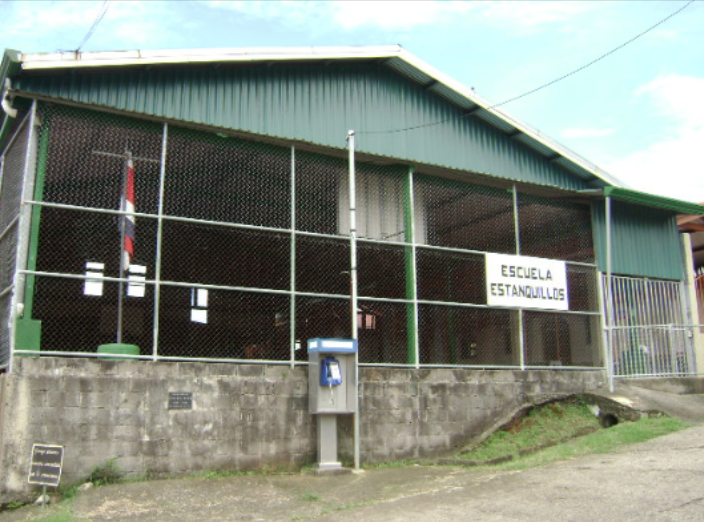
Escuela Estanquillos, Atenas
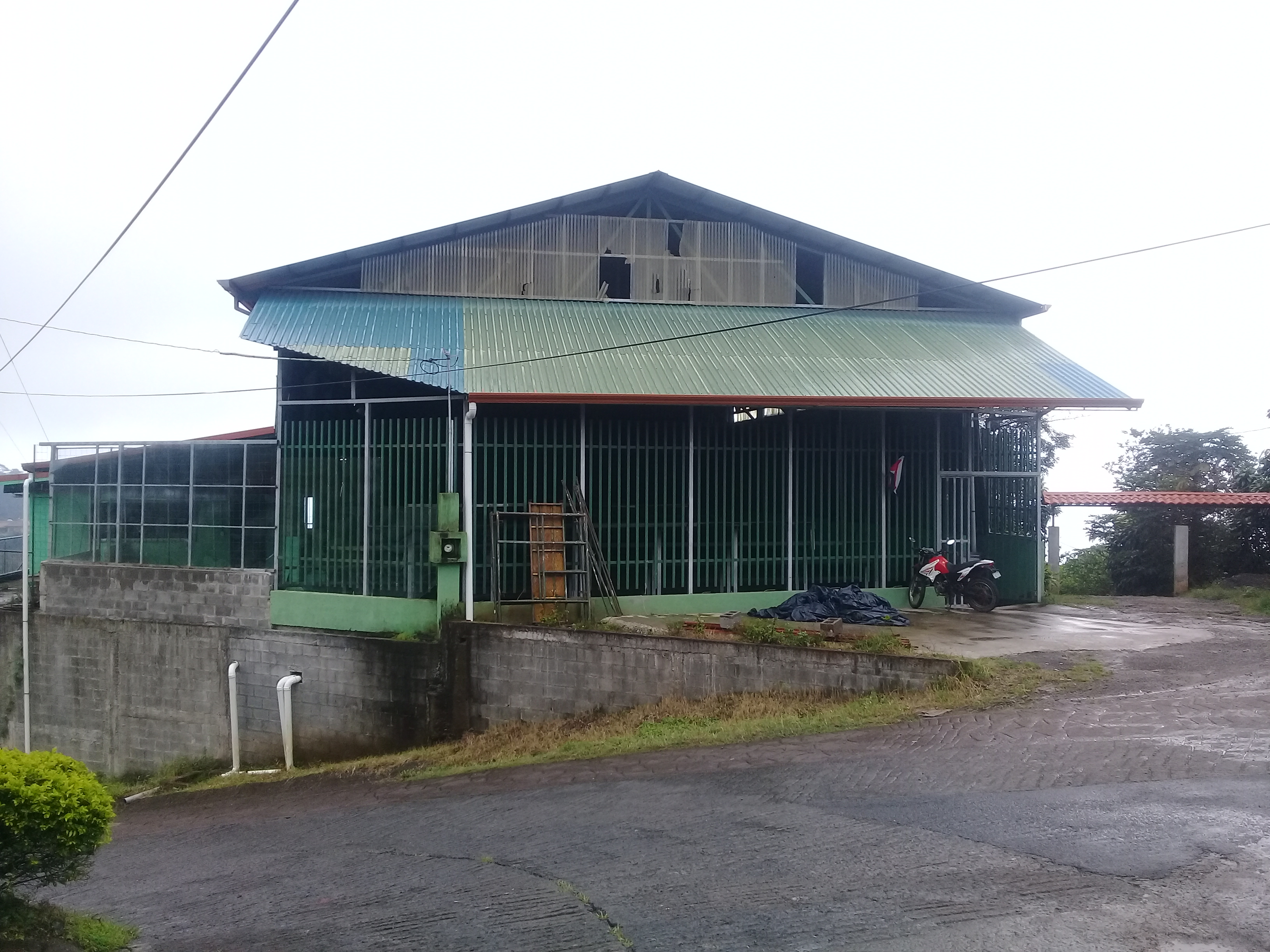
Salón Multiuso Estanquillos, Atenas
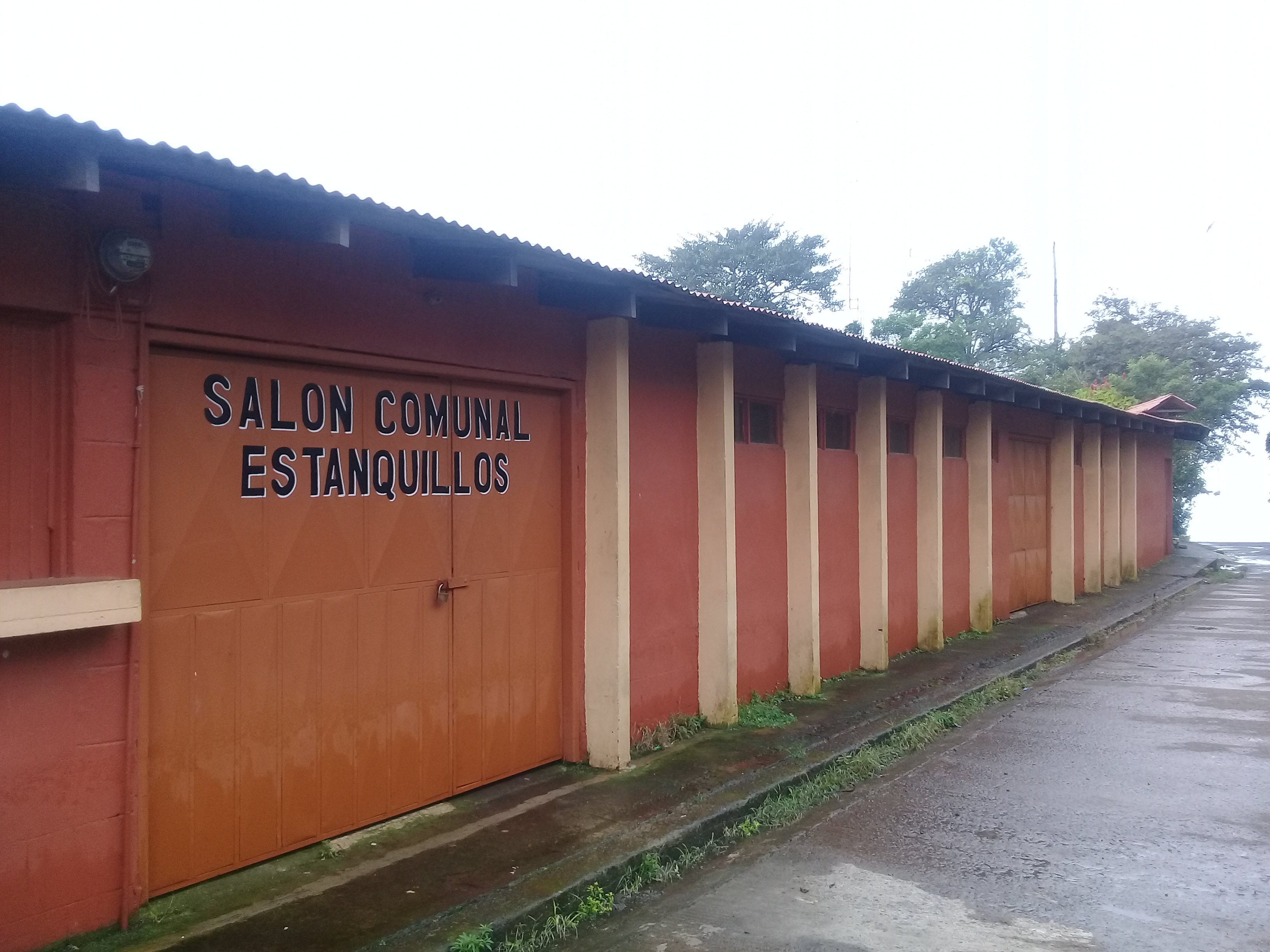
Salón Comunal Estanquillos, Atenas
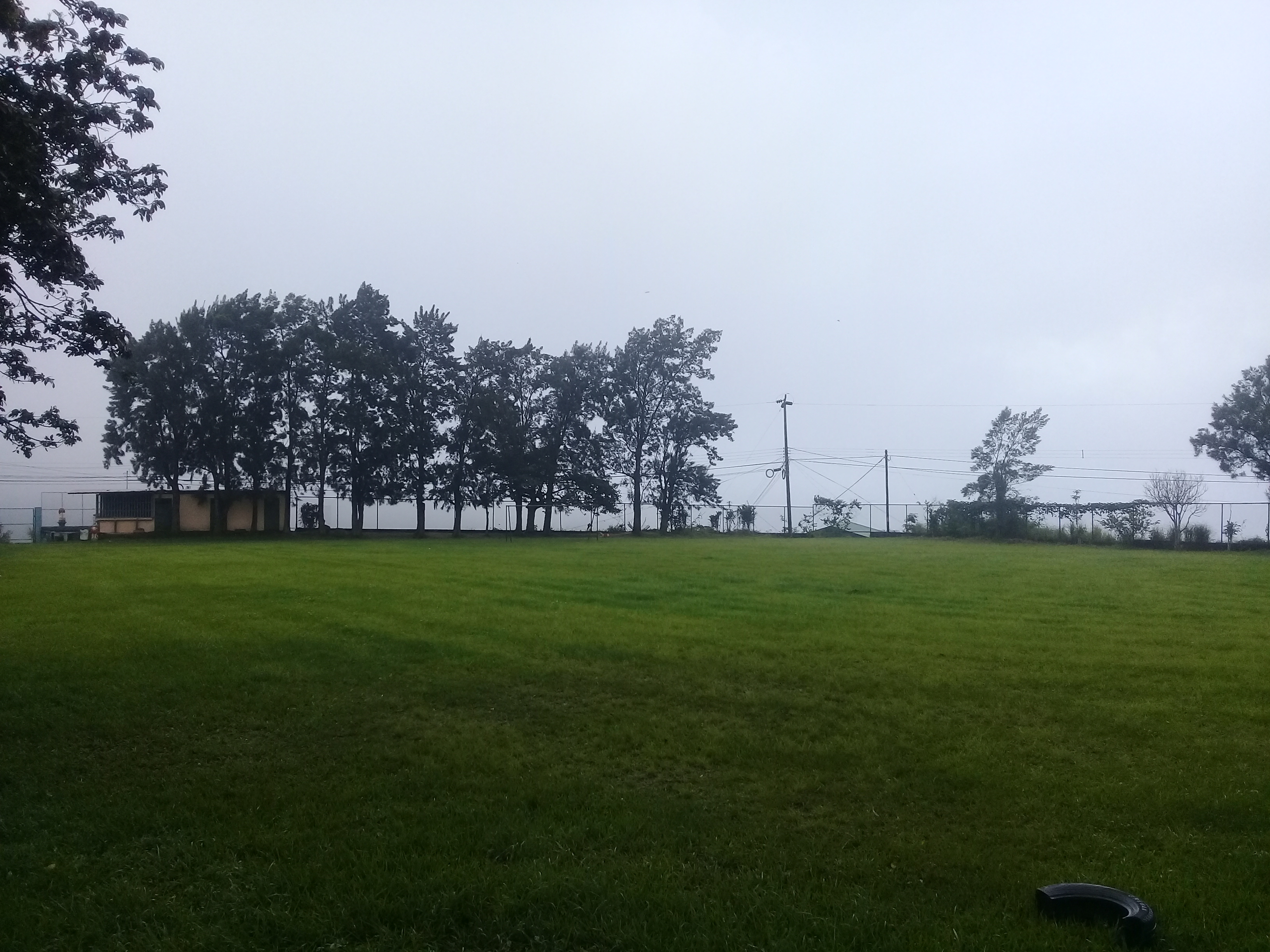
Plaza de Deportes Estanquillos, Atenas
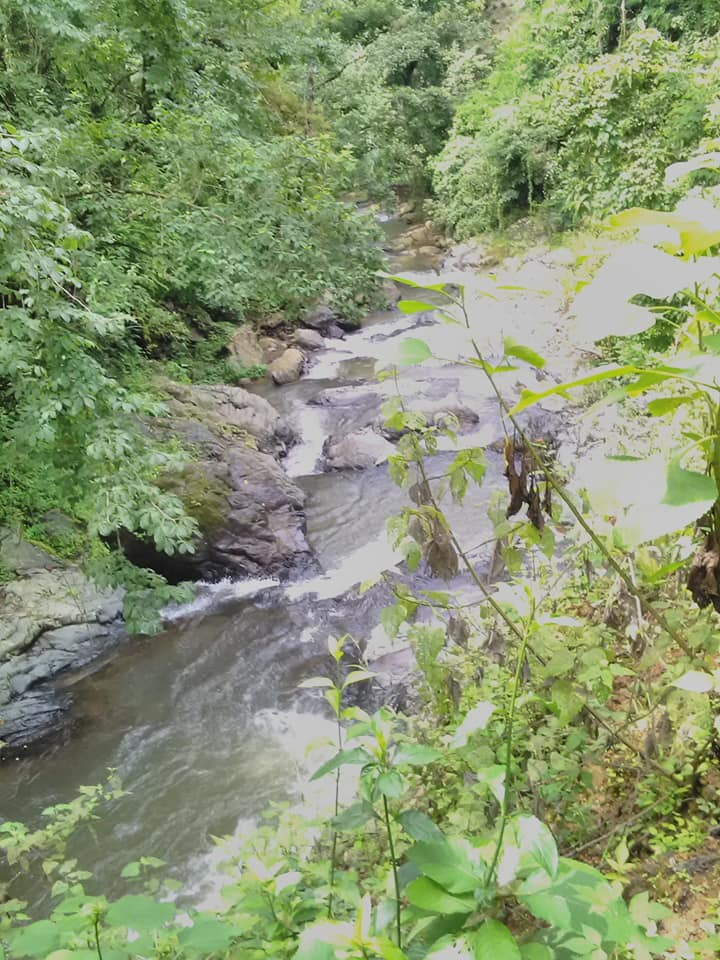
Rio Quebrada Honda. Estanquillos.
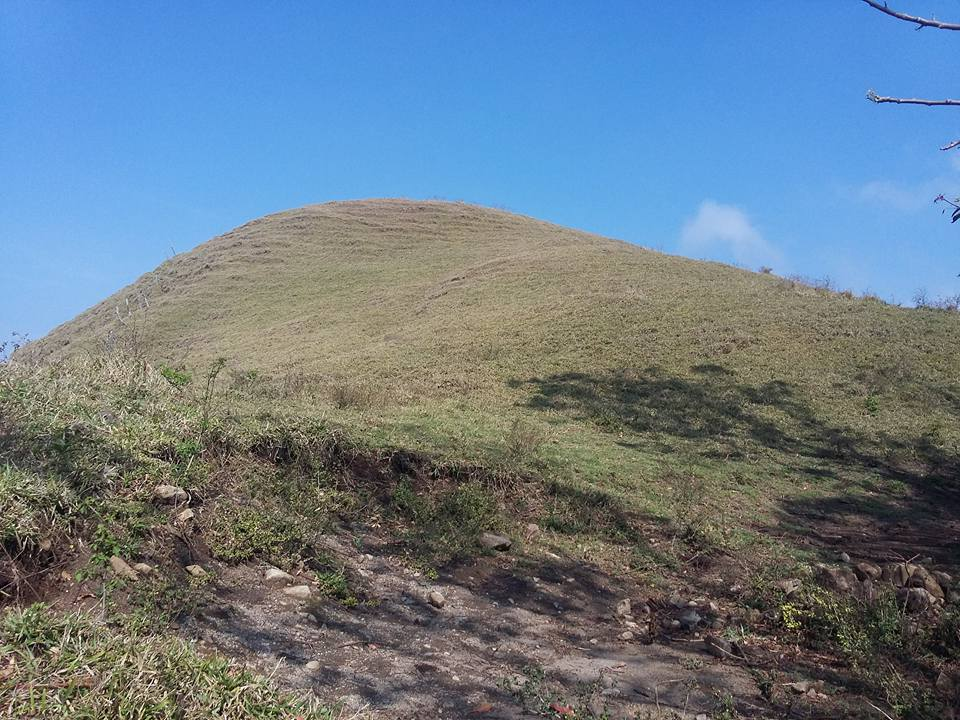
Cerro Raicero Estanquillos Atenas
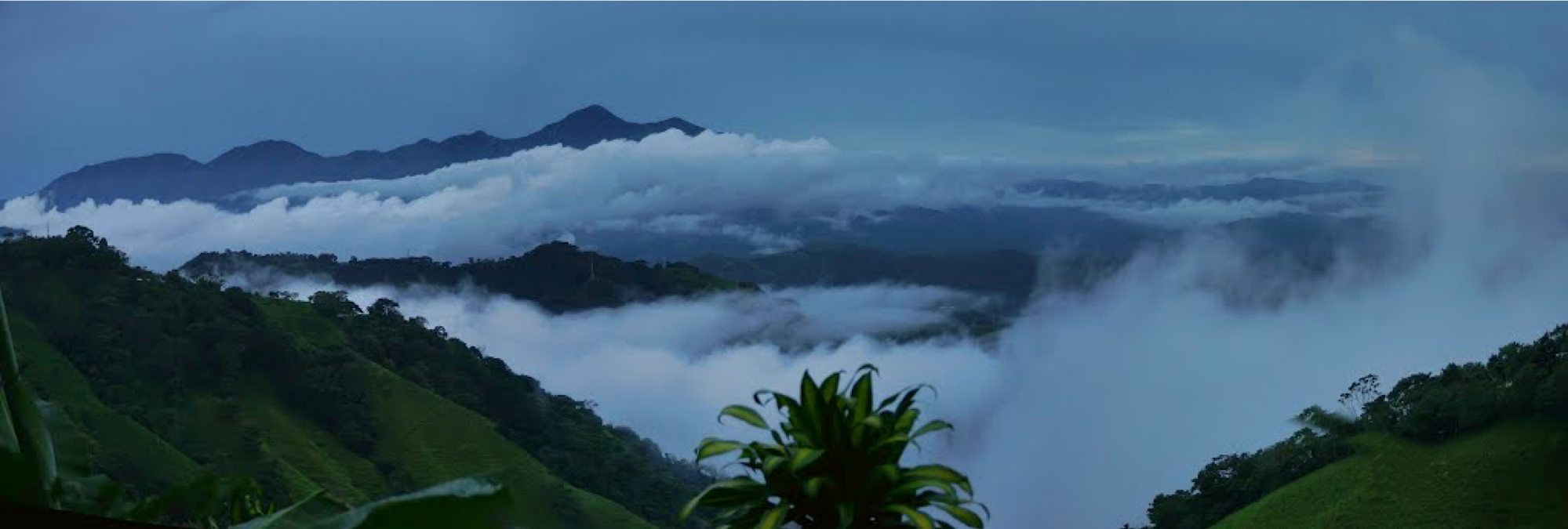
Vista Sur desde Estanquillos. Atenas
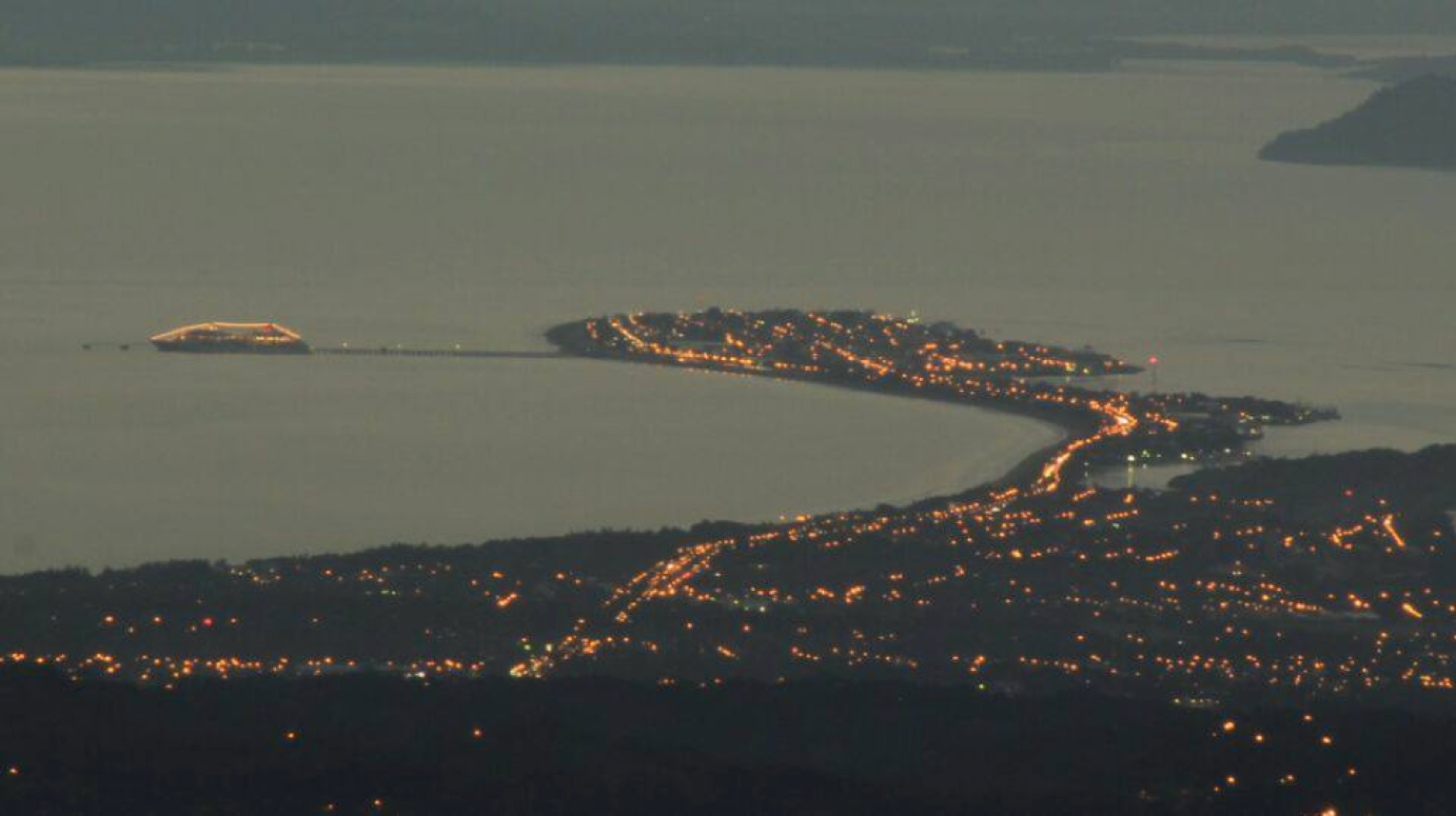
Vista Puerto Puntarenas desde Estanquillos